# 562 Salome
Salome (asteroide 562) é um asteroide da cintura principal com um diâmetro de 30,67 quilómetros, a 2,7337746 UA. Possui uma excentricidade de 0,0947897 e um período orbital de 1 916,96 dias (5,25 anos).
Salome tem uma velocidade orbital média de 17,13902611 km/s e uma inclinação de 11,12612º.
Este asteroide foi descoberto em 3 de Abril de 1905 por Max Wolf.